# Bharipa Bahujan Mahasangh

Die Flagge mit dem Dharmachakra aus der Flagge Indiens wird auch von anderen Splittergruppen der Republikanischen Partei Indiens genutzt und gilt als Symbol der buddhistischen Dalit-Bewegung

Bharipa Bahujan Mahasangh (BBM, Marathi भारिप-बहुजन महासंघ), mit vollem Namen Bharatia Republican Paksha - Bahujan Mahasangh („Indische Republikanische Partei - Vereinigung der Mehrheit“), abgekürzt „BhaRiPa“ ist eine Kleinpartei im indischen Bundesstaat Maharashtra.

## Parteigeschichte
Die Partei entstand 1999 als Abspaltung der Republican Party of India. Parteigründer war Prakash Ambedkar, der Enkel von Babasaheb Ambedkar, einem der geistigen Väter der indischen Verfassung. Das Parteiprogramm von BBM ist weitgehend mit dem der Republican Party of India identisch. Ausgangspunkt sind die Ideen Bahaseb Ambedkars zur Besserung der Lebensverhältnisse der Dalits und ein republikanischer Säkularismus. Das hat die Partei in der Vergangenheit allerdings nicht daran gehindert zeitweilig mit der hindu-nationalistischen Shiv Sena taktische Wahlabsprachen in Maharashtra einzugehen.
Bei den Wahlen zum Parlament von Maharashtra 1999 bis 2014 erzielte die BBM zwischen 0,9 und 1,9 % der Stimmen (ca. 380–610.000 Wählerstimmen) und ein bis drei Mandate im 288 Mitglieder zählenden Parlament. Die Wahlkreise lagen in der Region Vidarbha und in der Region um Aurangabad. Einen Wahlkreis bei Wahlen zum gesamtindischen Parlament konnte die Partei bisher nur ein einziges Mal, und zwar 1999 (Wahlkreis 19-Akola) gewinnen.
Bei der Wahl zum Parlament von Maharashtra 2014 ging BBM mit den kommunistischen Parteien CPI(M) und CPI, sowie mit der Peasants and Workers Party of India Wahlabsprachen ein, gewann 473.000 Stimmen (0,89 %) und einen Wahlkreis (29-Balapur) von 288.